# Rogmocrypta elegans
Rogmocrypta elegans är en spindelart som först beskrevs av Simon 1885.  Rogmocrypta elegans ingår i släktet Rogmocrypta och familjen hoppspindlar. Inga underarter finns listade i Catalogue of Life.